# Llewellyn W. Longstaff
Llewellyn Wood Longstaff OBE (1841–1918) foi um industrial inglês e membro da Real Sociedade Geográfica (Reino Unido. Ficou conhecido por ser o principal patrocinador privado da Expedição Discovery (1901-04) à Antárctida.

## Biografia
Llewellyn Longstaff nasceu em Wandsworth, Londres, a 23 de Dezembro de 1841. Casou com Marie Lydia Sawyer, com quem teve dez filhos, incluindo o montanhista Tom George Longstaff.
Longstaff detinha uma participação significativa na Blundell Spence & Co., uma empresa avaliada em 400 000 libras, sediada em Kingston upon Hull, que esmagava sementes de linhaça para fabricar tinta a óleo. Também era membro de várias organizações não-governamentais, incluindo a maçonaria, a Hull Chamber of Commerce and Shipping, e a Real Sociedade Geográfica.
Quando Longstaff se tornou membro da RSG, o seu presidente era Sir Clements Markham, cujo sonho era organizar uma expedição britânica ao então desconhecido Continente Antárctico. Os primeiros esforços de Markham para anagariar fundos foram recebidos com indifença em Londres; mas a amizade de Longstaff com Markham tornou possível o avanço dos planos para a expedição, com uma entrega de 25 000 libras em 1899. O governo britânico prometeu, então, um fundo de 40 000 libras para garantir a construção de um navio para a expedição -  RRS Discovery. O navio, pago parcialmente por Longstaff, seria comandado pelo protegido de Markham, Robert Falcon Scott.
O donativo do industrial de tintas deu-lhe a possibilidade de recomendar alguns potenciais membros para a expedição a Markham. Um deles, amigo do seu filho Cedric, era Ernest Henry Shackleton. Em Dezembro de 1902, Scott e Shackleton, enquanto exploravam a Plataforma de gelo Ross, descobriram, e baptizaram, os Picos de Longstaff, um sistema montanhoso na Cordilheira Holland.
Longstaff morreu no dia 20 de Novembro de 1918 em Wimbledon, Londres.